# TV5 (Finnland)
TV5, ehemals TV Viisi (übersetzt TV Fünf), ist ein finnischer privater Fernsehsender der Warner Bros. Discovery, der am 12. März 2004 unter dem Namen Viisi auf Sendung ging. Mit dem ebenfalls zum Unternehmen gehörenden Sender The Voice teilte sich TV5 bis zum 31. März 2011 eine Frequenz und sendete daher nur von 18.00 bis 1.00 Uhr, seit dem 1. April 2011 wird ein 24-Stunden-Programm gesendet.
Das Programmangebot des Senders ist auf ein weibliches Publikum ausgerichtet und umfasst größtenteils Fernsehserien, Spielfilme, Dokumentationen aber auch Fußballübertragungen.

## Sendungen
- Alias – Die Agentin
- Der Prinz von Bel-Air
- Farscape
- Flashpoint – Das Spezialkommando
- Home and Away
- K11 – Kommissare im Einsatz
- Packed to the Rafters
- Scrubs – Die Anfänger

## Senderlogos

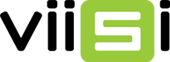
Logo von 2008 bis 2010
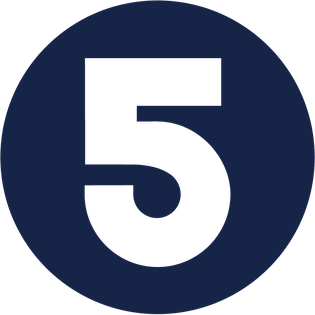
Logo von 2019 bis 2024
Logo seit 15. Januar 2024